# Schweizer im Spanischen Bürgerkrieg
Schweizer im Spanischen Bürgerkrieg ist ein Dokumentarfilm von Richard Dindo über Spanienkämpfer aus der Schweiz.

## Inhalt
Befragung von Schweizern, die im Spanischen Bürgerkrieg für die Republik gegen den Faschismus gekämpft haben, wie z. B. Johnny Linggi und Hans Hutter.
Gründe, Fraktionen, Aburteilung in der Schweiz, Rehabilitation und Demokratieverständnis werden erfragt. Auch Archivmaterial der Zeugen, aus vielen anderen Quellen und Filmausschnitte aus Spanish Earth (Regie: Joris Ivens) werden gezeigt.

## Auszeichnungen
- Lobende Erwähnung am Internationalen Filmfestival Mannheim-Heidelberg (Interfilm Preis) für Richard Dindo.